# 维莱莱布瓦
维莱莱布瓦（法語：Villers-les-Bois，法語發音：[vilɛʁ le bwa]）是法国汝拉省的一个市镇，属于隆斯勒索涅区。

## 地理
维莱莱布瓦（46°54'48"N, 5°34'45"E）面积10.5 平方千米，位于法国勃艮第-弗朗什-孔泰大區汝拉省，该省份为法国东部内陆省份，北起上索恩省，西北接科多尔省，西临索恩-卢瓦尔省，南至安省，东与杜省和瑞士接壤。
与维莱莱布瓦接壤的市镇（或旧市镇、城区）包括：苏旺、比耶夫莫兰、布勒特尼耶尔、科洛讷、蒙苏沃德雷、乌西耶尔、塞利涅。

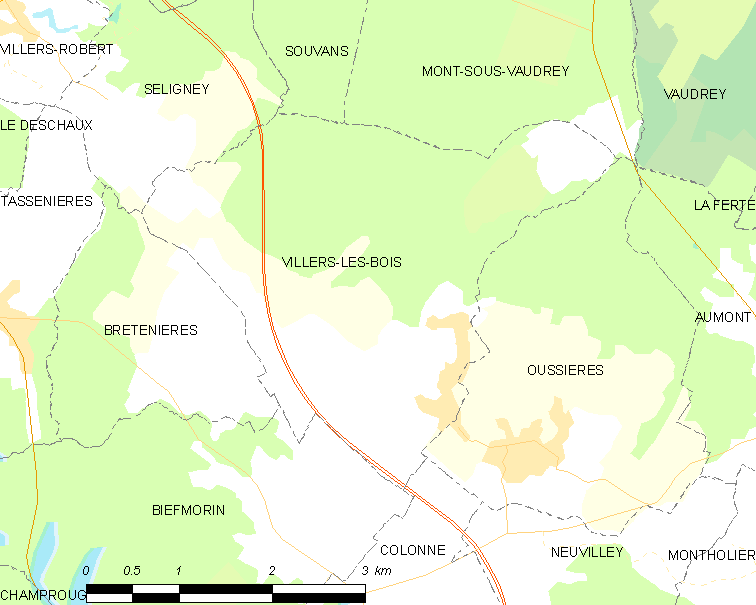
维莱莱布瓦的OSM定位图

维莱莱布瓦的时区为UTC+01:00、UTC+02:00（夏令时）。

## 行政
维莱莱布瓦的邮政编码为39800、39120，INSEE市镇编码为39570。

## 政治
维莱莱布瓦所属的省级选区为布莱特朗县。

## 人口

1962-2008年间维莱莱布瓦人口变化图示

维莱莱布瓦于2022年1月1日时的人口数量为225人。